# Masiera
Masiera, anche detta masìra dagli abitanti è una frazione del comune di Bagnacavallo dal quale dista circa 7 km. Il fiume Senio la separa dal vicino comune di Fusignano. Nel XIX secolo, in seguito ad una rivolta popolare, fu per un periodo di pochi mesi un comune autonomo insieme ad altre frazioni di Bagnacavallo.